# Ель-Кунейтра (провінція)
Провінція Ель-Кунейтра (араб. محافظة ريف دمشق) — одна з 14 провінцій Сирії. Поділяється на 2 райони.

## Географія
Розташована на південному заході країни. Адміністративний центр — місто Ель-Кунейтра. Площа становить 1861 км ². На північному сході межує з мухафазою (провінцією) Дамаск, на сході — з мухафазою Дара, на півдні — з Йорданією, на заході — з Ізраїлем частково по річці Йордан та Тіверіадському озеру, на півночі — з Ліваном.

## Історія
Велика частина провінції була захоплена Ізраїлем під час Шестиденної війни 1967 році і Війни Судного дня 1973 року і сформувала спірні Голанські висоти.
Номінально адміністративним центром провінції є місто Ель-Кунейтра, проте нині у місті ніхто не проживає, а саме місто контролюється військами ООН (знаходиться в Зоні Сил ООН по нагляду за роз'єднанням (UNDOF), яка була утворена по завершенні Війни Судного дня). Частина території провінції, так звані Голанські висоти, перейшла під контроль Ізраїлю в ході Шестиденної війни у 1967 році.
1981 року Кнесет Ізраїлю ухвалив Закон «Про Голанські висоти», де в односторонньому порядку був проголошений суверенітет Ізраїлю над цією територією. Анексія була визнана недійсною Резолюцією Ради Безпеки ООН від 17 грудня 1981 року і засуджена Генеральною Асамблеєю ООН 2008 року.

## Населення
За даними на 2013 рік чисельність населення становить 49 195 осіб.
 Динаміка чисельності населення провінції за роками: 
| 1981   | 1997   | 2013   |
| ------ | ------ | ------ |
| 26 258 | 33 000 | 49 195 |

## Адміністративний поділ
Провінція розділена на 2 райони:
1. Фік
2. Ель-Кунейтра